# Liste des maires de La Châtre
Cet article dresse une liste par ordre de mandat des maires de La Châtre.

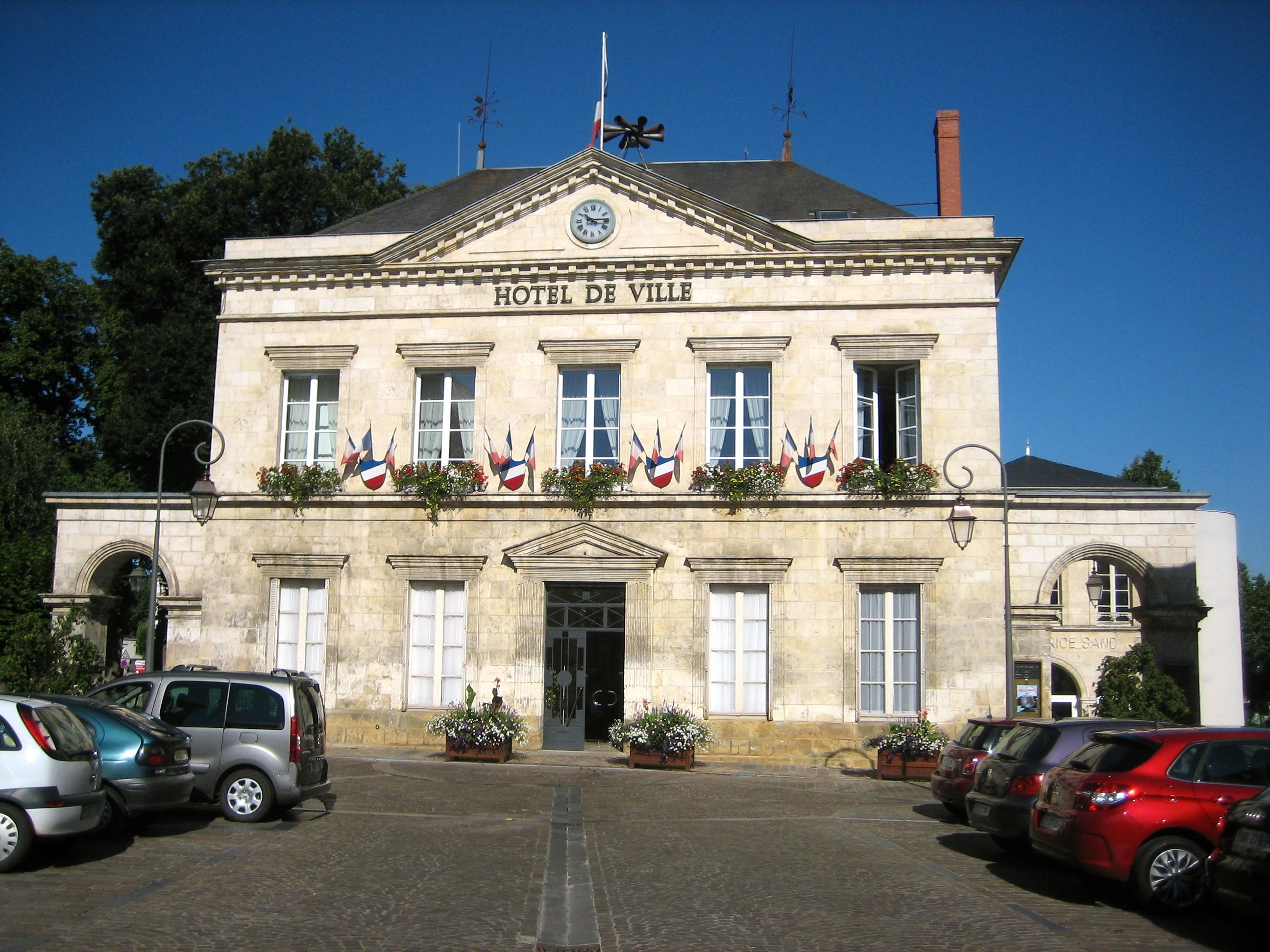
L'hôtel de ville de La Châtre.

## Liste des maires

### Entre 1789 et 1944
| Période                                  | Période       | Identité                           | Étiquette | Qualité |
| ---------------------------------------- | ------------- | ---------------------------------- | --------- | --- |
| 1789                                     | 1790          | Silvain Defougère de Villandry     |           | |
| 1790                                     | 1790          | Gilles Porcher de Lissaunay        |           | |
| 1790                                     | 1792          | Jacques Cuinat                     |           | |
| 1792                                     | 1793          | Jean Louis Durandeau               |           | |
| 1793                                     | 1798          | Jacques Cuinat                     |           | Président du Conseil exécutif                                                                                   |
| 1798                                     | 1799          | Charles Perron                     |           | Président de l'administration municipale                                                                        |
| 1800                                     | 1805          | François Ajasson de Grandsagne     |           | Capitaine d'artillerie                                                                                          |
| 1805                                     | 1813          | Joseph Pierre Delavau              |           | |
| 1813                                     | 1824          | Antoine François Bourdeau Fontenay |           | |
| 1825                                     | 1826          | Antoine Louis Gontard              |           | |
| 1826                                     | 1830          | Louis Guillaume Cuinat             |           | |
| 1830                                     | 1870          | François Charles Delavau           |           | Médecin Conseiller général de La Châtre Président du conseil général de l'Indre (1848-1870) Député (1842-1870)  |
| 1871                                     | 1876          | Pierre Alapetite                   |           | |
| 1876                                     | 1877          | Jean Philippe Decourteix           |           | |
| 1877                                     | 1877          | Silvain Soulas                     |           | |
| 1878                                     | mai 1900      | Jean Philippe Decourteix           |           | |
| mai 1900                                 | décembre 1919 | Gustave Rouet                      |           | |
| décembre 1919                            | 1928          | Albert Lambert                     |           | |
| 1929                                     | 1929          | Amédée Charbonnier                 |           | |
| 1929                                     | 1934          | Joseph Pascaud                     |           | |
| 1934                                     | juillet 1939  | Louis Deschiens (1874-1939)        | Rad.      | Directeur d'établissement de l'Assistance publique Conseiller d'arrondissement (1937 → 1939) Décédé en fonction |
| 1939                                     | 1944          | André Chabenat                     | Rad.      | |
| Les données manquantes sont à compléter. |               |                                    |           | |

### Depuis 1944
| Période        | Période      | Identité                    | Étiquette                  | Qualité |
| -------------- | ------------ | --------------------------- | -------------------------- | --- |
| septembre 1944 | mai 1945     | Gaston Langlois (1917-2004) | SFIO                       | Épicier, résistant Libération-Sud et lieutenant FFI |
| mai 1945       | 1945         | Gaston Petit (1903-1971)    | SFIO                       | Instituteur, résistant Maire de Châteauroux (1967 → 1971) |
| 1945           | mars 1959    | André Chabenat              | Rad.                       | Chef d'une entreprise artisanale de fabrication de literie Député de l'Indre (1951 → 1955) Conseiller général de La Châtre (1945 → 1964) |
| mars 1959      | mars 1971    | Jean Toury                  | UNR-UDT puis UDR           | Négociant Député de l'Indre (2e circ.) (1962 → 1967) Conseiller général de La Châtre (1964 → 1976) |
| mars 1971      | mars 1977    | Jacques Chauvet (1922-1986) | MRG                        | Président du syndicat des éleveurs de chevaux de trait Conseiller général de La Châtre (1976 → 1986) |
| mars 1977      | juin 1995    | Maurice Tissandier          | RI puis UDF-PR             | Chirurgien Député de l'Indre (2e circ.) (1968 → 1981) |
| juin 1995      | juillet 2017 | Nicolas Forissier           | UDF-PR puis DL puis UMP-LR | Chef d'entreprise Ancien secrétaire d'État à l'agriculture (2004 → 2005) Député de l'Indre (1993 → 2012 et 2017 → ) Conseiller régional du Centre-Val de Loire (2015 → ) Président de la CC de La Châtre et Sainte-Sévère (2002 → 2017) Démissionnaire à la suite de son élection comme député |
| juillet 2017   | En cours     | Patrick Judalet             | DVD                        | Ancien directeur général des services de la CDC 1er adjoint au maire (2015 → 2017) Vice-président de la CC de La Châtre et Sainte-Sévère (2014 → ) Médaillé d'honneur de la Ville |